# William Nicholson
William Nicholson (Londres, 13 de desembre de 1753 - Bloomsbury, 21 de maig de 1815 als 61 anys), fou un químic anglès de renom, escriptor sobre filosofia natural i química, així com traductor, periodista, editor, científic i inventor.

## Orígens
Era fill d'un advocat de Londres, que treballava al Inner Temple. Després d'abandonar l'escola, va fer dos viatges com guardi-amarina de la British East India Company, una companyia que navegava a l'Índia. Posteriorment, va treballar un temps com a advocat, però, després de conèixer a Josiah Wedgwood a 1775, es va traslladar a Amsterdam, on es va guanyar la vida durant uns anys com a agent de vendes de ceràmica.

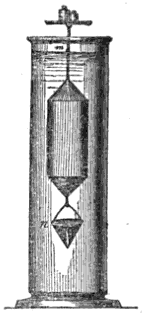
Areòmetre de Nicholson.

## Escriptor i traductor
En tornar a Anglaterra, va ser persuadit per Thomas Holcroft perquè apliqués el seu talent literari a escriure relats curts per als diaris, mentre que també ajudava a Holcroft amb algunes de les seves obres de teatre i novel·la. Mentrestant es va dedicar a la preparació d'una Introducció a la Filosofia Natural, que es va publicar el 1781 i va ser un èxit de vendes. A continuació va realitzar la traducció d'Elements de la filosofia de Newton, de Voltaire, i finalment va acabar dedicat a l'activitat científica i el periodisme filosòfic. El 1784 va ser nomenat secretari de la Cambra General de Fabricants de Gran Bretanya, i també va estar relacionat amb la Societat per al Foment de l'Arquitectura Naval, creada el 1791. Va prestar molta atenció a la construcció de diverses màquines de tall, esmolat i impressió. També va inventar un areòmetre.
El 1797 va començar a publicar i contribuir amb la Revista de Filosofia Natural, Química i Arts, la primera obra del seu tipus a la Gran Bretanya, la publicació es va allargar fins a 1814. El 1799 va fundar una escola al Soho Square de Londres, on ensenyava filosofia natural i química.

## Químic
Seguint indicacions de Alessandro Volta va construir una pila al costat de Anthony Carlisle. Per tal de millorar la connexió elèctrica, connectar els elèctrodes de la pila a un recipient amb aigua. Van notar que en una de les terminals apareixia hidrogen i en l'altra, oxigen, procedents de la descomposició de l'aigua. Així van descobrir el 1780 l'electròlisi de l'aigua, fenomen que, mitjançant un corrent elèctric, permet separar els diferents elements que componen un compost. Humphry Davy va usar l'electròlisi per descompondre diferents sals i així descobrir el sodi i el potassi. Posteriorment, es va obtenir bari, calci, magnesi i estronci.
A més dels seus considerables contribucions a Philosophical Transactions, Nicholson va escriure traduccions de la Química de Fourcroy (1787) i la Químicade Chaptal (1788), Primers principis de la Química (1788) i un Diccionari de Química (1795) També va editar articles per a l'Enciclopèdia Britànica, i el Diccionari de les Arts i les Ciències(6 vols., Londres, 1809). També va escriure una autobiografia el manuscrit es conservava al final del segle xix, però des de llavors es considera perdut.